# 재니
재니(본명: 박재은, 1990년 8월 5일 ~ )는 대한민국의 가수다.

## 방송
- 슈퍼스타K1 (2009) - Top10
- K팝 스타 2 (2012) - 본선 1라운드 탈락
- HOT SHOT 시즌2 (2012)

## 음반
- LOVE (2009)
- 처음 (2010)
- 종이처럼 (2011)
- Yammy (2022)

### 키로츠
- 신기한 개구리 케이크 (2006)
- Heart ~ ♡ (2007)
- Heart (Rb-Free Humming Remix) (2007)
- Heart (Rb-Free Ivorydayz Mix) (2007)
- 청소슝슝 (2007)
- 外傳 ˝Rockin' it˝ (2007)
- 시간은 후회로 남아 후회로 남겨진 시간 (2007)
- 댄스댄스！미녀는 괴로워~ (2007)
- Yeah! Yeah! 딸기100% OST (2007)
- 크리스마스 선물 (2007)

### 하모니티브
- The First Harmonize (2014)

### 유니즈
- 리플레이 (2015)

## 공연
- 슈퍼스타K 올스타 콘서트 (2013)